# 2-Arahidonilgliceril etar
2-Arahidonilgliceril etar (2-AGE, Noladinski etar) je endokanabinoid. Njegova izolacija iz svinjskog mozga, strukturno određivanje i sinteza su opisani 2001.

## Farmakologija
2-AGE se vezuje sa  od 21 nM za CB1 receptor i 480 nM za CB2 receptor. On je agonist na oba receptora i parcijalni agonist za TRPV1 kanal. Nakon vezivanja CB2 receptora on inhibira adenilat ciklazu i stimuliše ERK-MAPK. U poređenju sa 2-arahidonoilglicerolom, noladin je metabolički stabilniji, te ima duži poluživot. On snižava intraokularni pritisak, povišava stepen GABA preuzimanja u globus pallidus pacova i ima neuroprotektivno dejstvo.